# نيك برون
نيك برون هو مؤرخ كندي، ولد في 29 مارس 1952.